# Сябуяха (приток Тобыша)
Сябуяха (устар. Сябу-Яга (Сябуиха)) — река в России, протекает по Республике Коми. Устье реки находится в 168 км по левому берегу реки Тобыш. Длина реки составляет 72 км.

## Притоки
- 6 км: река без названия (пр)
- 30 км: Малая Сябуяха (пр)
- 47 км: река без названия (лв)
- 53 км: река без названия (лв)

## Данные водного реестра
По данным государственного водного реестра России относится к Двинско-Печорскому бассейновому округу, водохозяйственный участок реки — Печора от водомерного поста Усть-Цильма и до устья, речной подбассейн реки — бассейны притоков Печоры ниже впадения Усы. Речной бассейн реки — Печора.
Код объекта в государственном водном реестре — 03050300212103000080147.